# Equus simplicidens
Il cavallo di Hagerman (Equus simplicidens), noto anche come zebra America, è un genere estinto di cavallo vissuto in Nord America, dal Pliocene al Pleistocene. È uno dei più antichi cavalli che vi sia mai stato scoperto.

## Classificazione
Conosciuto negli anni '30 con il nome scientifico di Plesippus shoshonensis, questo cavallo estinto venne poi rinominato con il nome scientifico di Equus simplicidens per via di un ritrovamento fossile di un esemplare rinvenuto in Texas. Da tale ritrovamento gli scienziati poterono studiare a fondo l'animale.

## Scoperta
I resti fossili di questo antico cavallo vennero scoperti da un allevatore di bestiame, che mostrò queste ossa a paleontologi e scienziati.
A partire dagli anni '30 vennero portati alla luce cinque scheletri quasi completi. I ritrovamenti avvennero durante le ricerche per cercare di scoprire come questo branco morì in quella zona, che all'epoca era una grande pozza d'acqua.

## Dimensioni e habitat
Questo cavallo comparve in Nord America 3,5 milioni di anni fa e visse fino a 10 000 anni fa, estinguendosi probabilmente durante l'ultima era glaciale. Dai resti fossili si può dedurre che arrivasse a circa 110-145 centimetri d'altezza alla spalla, con un peso variabile dai 110 ai 385 chili. In più, osservandone l'aspetto, è stato paragonato a molti tipi di cavalli, zebre e asini per il suo aspetto bizzarro.